# Liên đoàn bóng đá Burkina Faso
Liên đoàn bóng đá Burkina Faso (tiếng Pháp: Fédération burkinabè de football) là tổ chức quản lý, điều hành các hoạt động bóng đá ở Burkina Faso. Liên đoàn quản lý đội tuyển bóng đá quốc gia Burkina Faso, tổ chức các giải bóng đá như vô địch quốc gia và cúp quốc gia. Liên đoàn bóng đá Burkina Faso gia nhập FIFA và CAF cùng năm 1964.